# David Edward Bennett
David Edward Bennett, född 1923, död 2009, var en amerikansk botaniker som var specialiserad på peruanska orkidéers taxonomi. Han var under många år anställd vid Universidad Nacional Mayor de San Marcos i Lima, Peru.
Auktorsnamnet D.E.Benn. kan användas för David Edward Bennett i samband med ett vetenskapligt namn inom botaniken; se Wikipediaartiklar som länkar till auktorsnamnet.